# گرامیداشت آبراهام لینکلن

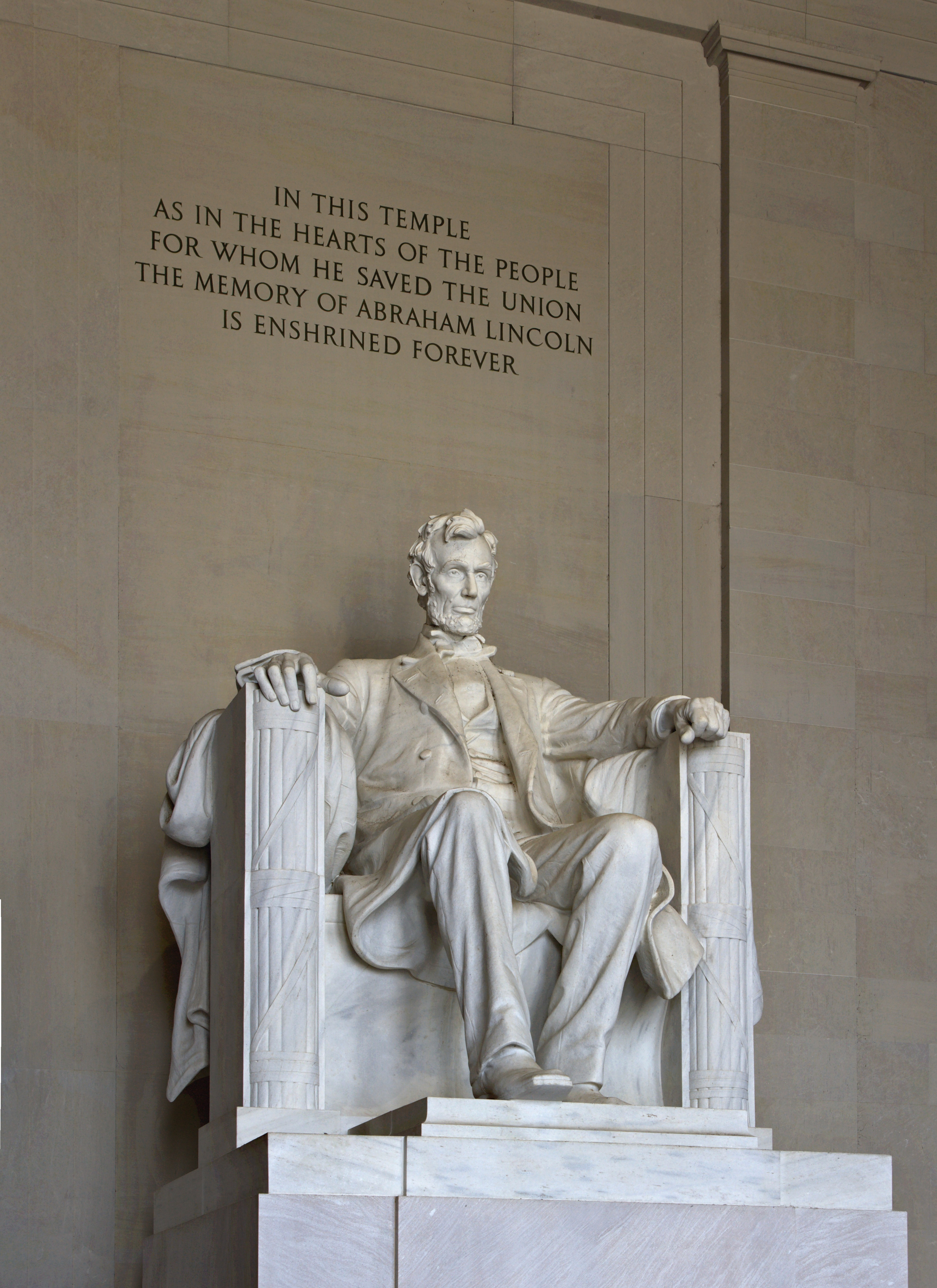
اثر دانیل چستر فرنچ: تندیس لینکلن در حالی که به شرق می‌نگرد.

یادبود و گرامیداشت آبراهام لینکلن،محبوبترین رئیس‌جمهور آمریکا، طیف و گستره وسیعی را در اقصی نقاط آمریکا داشته که تا به امروز نیز ادامه دارد.
طبق گزارش شبکه خبری ان.بی.سی بر اساس نظرسنجی سازمان سی_اسپن آبراهام لینکلن برای سومین بار پیاپی به عنوان محبوبترین رئیس جمهور آمریکا انتخاب شد، پس از او جورج واشینگتن (۱۷۹۷-۱۷۸۹) در رتبه دوم و فرانکلین روزولت (۱۹۴۵-۱۹۳۳) در جایگاه سوم قرار گرفتند.

## جایگاهی رفیع
نظرسنجی‌های مکرری که تاریخ نویسان انجام داده‌اند نشان داد که لینکلن در میان رئیس‌جمهورهای آمریکا بالاترین جایگاه را داراست. در میان هم عصرانی که او را می‌ستودند لینکلن شخصیتی بود که ارزش‌های سنتی درستکاری، شرافت و احترام برای افراد و حقوق اقلیتها و در کل آزادی انسان‌ها را در خود جمع کرده بود. بسیاری از سازمان‌های آمریکا – با هر هدف و برنامه ای- از لینکلن یاد می‌کنند و علاقهٔ آن‌ها نسبت به لینکلن در طیف وسیعی قرارمی گیرد، از «گروه حقوق بشر» و «جمهوری خواهان کلبه چوبی» گرفته تا شرکت «بیمه» لینکلن فاینشال. شرکت «اتومبیل لینکلن» هم به افتخار او نام‌گذاری شده است.

## اماکن

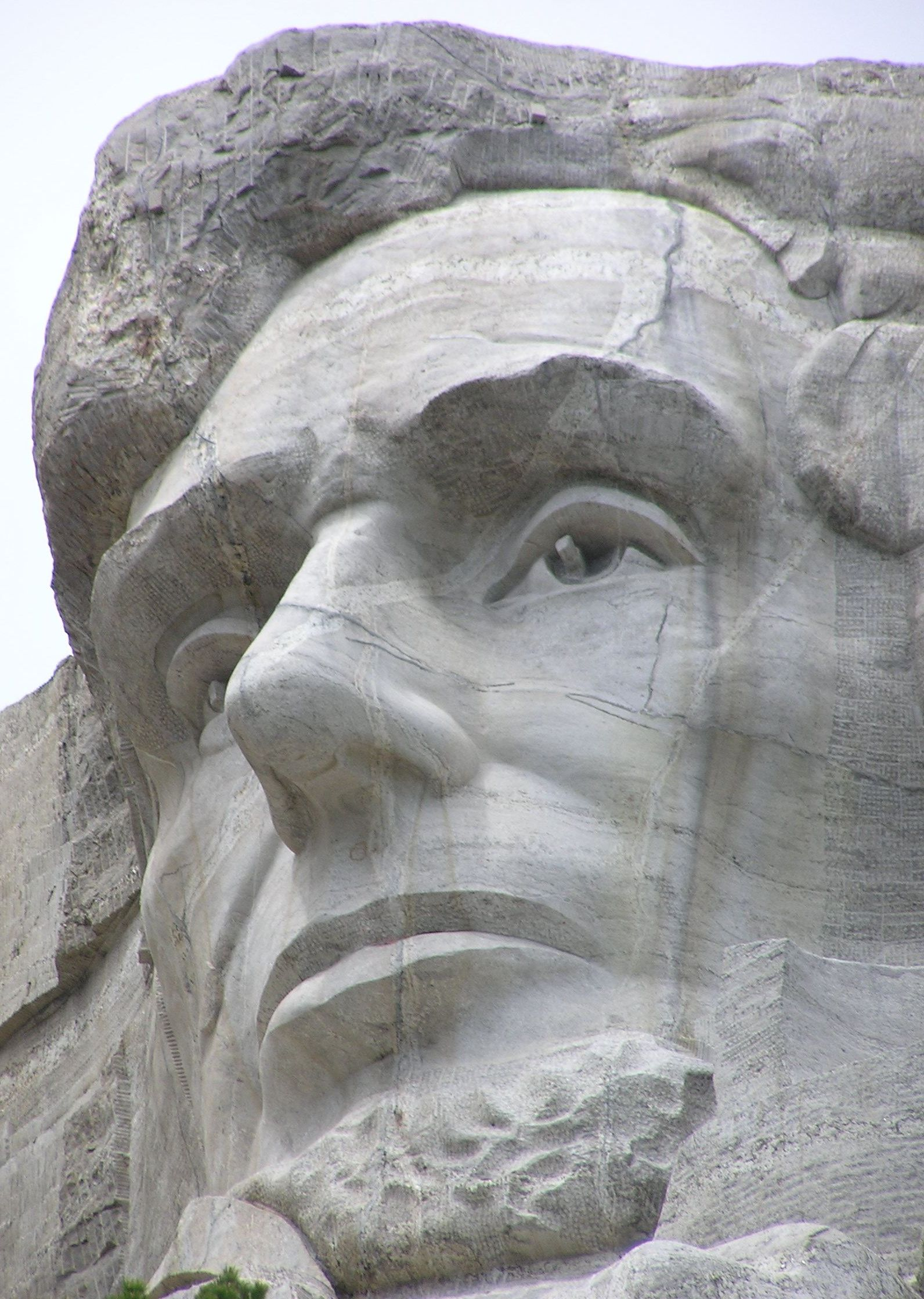
چهره لینکلن بر روی کوه راشمر در داکوتای جنوبی

نام لینکلن را با قراردادن در اسم شهرهای بسیار گرامی داشتند: لینکلن، نبراسکا (پایتخت نبراسکا)، شهرستان لینکلن در ایالت ایلینوی تنها شهری است که قبل رئیس‌جمهور شدن لینکلن به افتخار او نام‌گذاری شده. نام و تصویر لینکلن را در جاهای بسیاری می‌توان دید: مثلاً «یادبود لینکلن» در واشینگتن DC، روی اسکناس ۵ دلاری آمریکا و روی پنی (سکهٔ یک سنتی)، بخشی از یادبود ملی کوه داش مور، مقبرهٔ لینکلن، محل تاریخی ملی خانه لینکلن در اسپیرینکفیلد ایالت ایلینوی. به علاوه شهرستان نیوسالم ایلینوی (بازسازی شده شهرستان دوران جوانی لینکلن)، تئاتر فورد و خانه پیترسون (محل فوت لو) همگی به موزه تبدیل شده‌اند. فرار لینکلن در رولندز کالیفرنیا در پشت کتابخانه ملی اسمایلی واقع شده. در فهرست اسامی مستعار ایالتها، اسم مستعار ایالت ایلینوی «سرزمین لینکلن» است.
شهرستان‌های ایالات متحده در ۱۹ ایالت به افتخار او نام‌گذاری شده‌اند. شهرستان لینکلن، آرکانسا- شهرستان لینکلن، کلرادو- شهرستان لینکلن، ماین- شهرستان لینکلن، مینوستا، شهرستان لینکلن، می‌سی سی پی – شهرستان لینکلن، منتانا- شهرستان لینکلن، نبراسکا- شهرستان لینکلن، نوادا- شهرستان لینکلن، نیومکزیک- شهرستان لینکلن، اوکلاهما- شهرستان لینکلن، اورگون- شهرستان لینکلن، داکوتای جنوبی- شهرستان لینکلن، تنسی- شهرستان لینکلن، ویرجینیای غربی، شهرستان لینکلن، واشینگتن- شهرستان لینکلن، ویسکانسین وشهرستان لینکلن، ویمینک.

## مناسبات

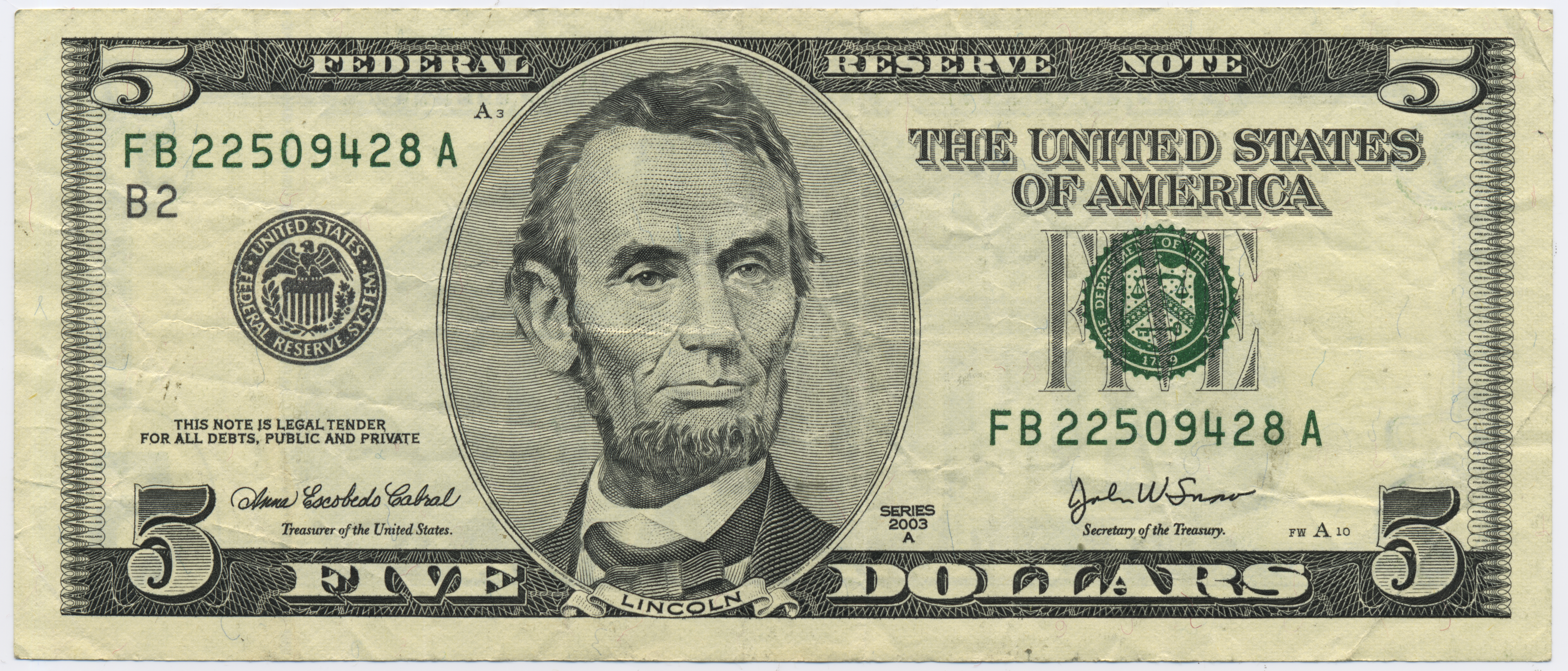
تصویری از لینکلن، آنگونه که بر روی اسکناس ۵ دلاری مشاهده می‌کنید.

تولد آبراهام لینکلن در ۱۲ فوریه در ایلینوی و بسیاری دیگر از ایالتها تعطیل رسمی محسوب می‌شود: تولد لینکلن. در حالیکه عنوان رسمی دولت فدرال برای سومین دوشنبه ماه فوریه «تولد واشینگتن» است، در اواخر دههٔ ۸۰ در آگهی‌های بازرگانی در روز تولد لینکلن(۱۲ فوریه) و تولد واشینگتن (۲۲ فوریه) جداگانه فروش فوق‌العاده اعلام کردند. با گذشت زمان «روز رئیس جمهور» به تعطیلات فدرال تبدیل شد. ده‌ها ایالت سومین دوشنبه فوریه را به عنوان روز رئیس‌جمهور و ترکیبی از روز لینکلن- واشینگتن تعطیل رسمی اعلام می‌کنند و جشن می‌گیرند.

## میراث

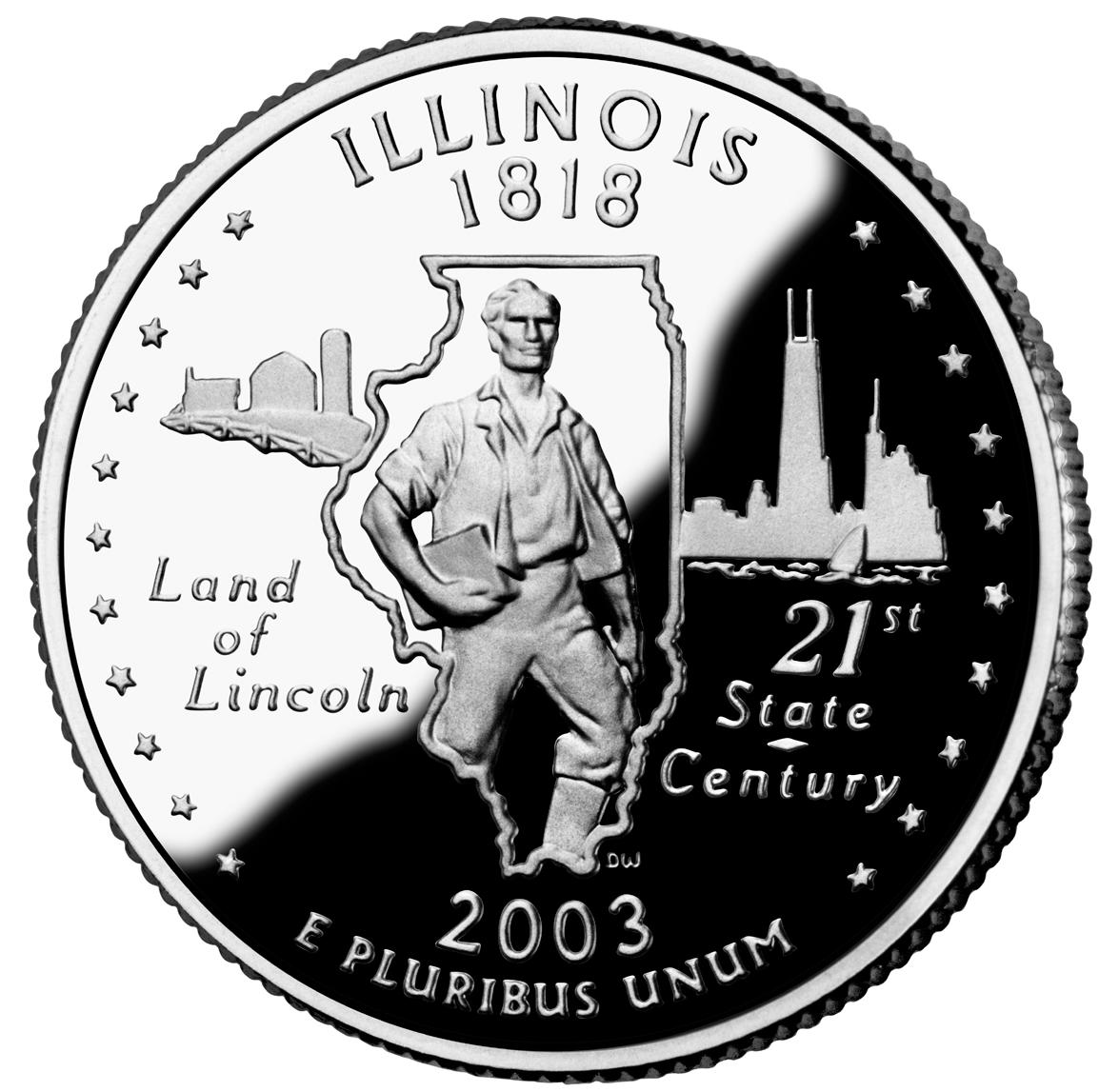
تصویر لینکلن آنگونه که بر روی سکه ۲۵ سنتی ایالت ایلینوی کشیده شده

محل تولد لینکلن و منزل خانوادگی اش بناهای یادبود تاریخی ملی هستند: «محل تاریخی ملی زادگاه آبراهام لینکلن» درها جنویل کنتاکی و «محل تاریخی ملی خانه لینکلن» در اسپرینکفیلد ایالت ایلینوی. موزه و کتابخانه ریاست جمهوری آبراهام لینکلن در سال ۲۰۰۵ در اسپرینکفیلد به عنوان جاذبهٔ توریستی و گردشگری همراه با جدیدترین و پیشرفته‌ترین آثار نمایشی افتتاح شد. قبرستان ملی آبراهام لینکلن در شهرستان الوود ایلینوی واقع شده.
فیلم‌های متعددی نیز زندگی ایشان را به تصویر کشانده‌اند:
- زندگی غم‌انگیز آبراهام لینکلن(۱۹۲۴)
- «آبراهام لینکلن» اثر گریفیت (۱۹۳۰)
- آقای لینکلن جوان (۱۹۳۹)
- آبه لینکلن در ایلینوی (۱۹۴۰)
- دسیسهٔ لینکلن (۱۹۷۷)
- لینکلن (۲۰۱۲)

## در کشورهای دیگر
مجسمه‌های لینکلن را در کشورهایی دیگر نیز می‌توان یافت. در گیوداد جوارز، در چیهوهوا در مکزیک مجسمهٔ برنزی از لینکلن به ارتفاع ۱۳ فوت وجود دارد که هدیه ایست که رئیس‌جمهور آمریکا در سال ۱۹۶۶ به آن‌ها اهدا نمود. در مقابل بنیتو جوآرز مجسمه‌ای به آمریکا داد که هم‌اکنون در واشینگتن است. جوآرز و لینکلن به همدیگر نامه‌های دوستانه می‌فرستاند و مکزیک مخالفت لینکلن را با جنگ آمریکا- مکزیک به یاد دارد.
در تیجوآنای مکزیک نیز مجسمه ایست از لینکلن که ایستاده و در حال نابود کردن زنجیرهای بردگی است. حداقل سه مجسمه از لینکلن در انگلستان هست: یکی در لندن ساختهٔ گادنز، یکی در ادنبرگ ساختهٔ جرج بیسل و یکی هم در منچستر، ساخته جرج‌گری بارنارد. در هاوانا کوبا تنزیسی از نیم تنه لینکلن در موزهٔ انقلاب، مجسمهٔ کوچکی از او در مقابل مدرسه آبراهام لینکلن و و تنریسی از او در نزدیکی کاخ کنگره وجود دارد.
در ایران نیز کتابخانه آبراهام لینکلن به افتخار وی نامگذاری گردید.